# هيلين فاغنر
هيلين فاغنر (بالإنجليزية: Helen Wagner )‏ (و. 1918 – 2010 م) هي ممثلة تلفزيونية، وممثلة مسرحية، وممثلة أفلام أمريكية، ولدت في لوبوك، بدأت مشوارها المهني سنة 1952، توفيت في نيويورك، عن عمر يناهز 92 عاماً، بسبب سرطان.

## السيرة الذاتية
دت هيلين لوسي واغنر في 3 سبتمبر 1918 في لوبوك بولاية تكساس، وهي إحدى ابنتي تشارلز وجانيت  واغنر. درست الموسيقى والدراما في كلية مونماوث في إلينوي حيث تخرجت بدرجة البكالوريوس في الآداب عام 1938. 
قبل التوقيع على عقد لمدة 13 أسبوعًا لمسلسل "كما يتحول العالم" (بالإنجليزية: As the World Turns)‏ في عام 1956، كانت واغنر مغنية وممثلة مسرحية، وكانت تعمل أحيانًا كعازفة منفردة في الكنيسة لدفع الإيجار. وكان لها أدوار في مسرحيات ” النهر المشمس“ و” أوكلاهوما ’ و‘ البذرة السيئة“ في برودواي.

## التعليم
تعلمت في كلية مونماوث.

## وصلات خارجية
- هيلين فاغنر على موقع IMDb (الإنجليزية)
- هيلين فاغنر على موقع ألو سيني (الفرنسية)
- هيلين فاغنر على موقع أول موفي (الإنجليزية)
- هيلين فاغنر على موقع قاعدة بيانات برودواي على الإنترنت (الإنجليزية)
- هيلين فاغنر على موقع قاعدة بيانات الفيلم (الإنجليزية)
- هيلين فاغنر على موقع كينوبويسك (الروسية)